# Provincia de Pernik
La provincia de Pernik (en búlgaro: Област Перник), es una provincia u óblast ubicado al oeste de Bulgaria. Limita al norte con la provincia de Sofía y la de Sofía-Ciudad; al este de nuevo con la provincia de Sofía; al sur con la provincia de Kyustendil y al oeste con Serbia.
La industria es de vital importancia para la economía de la provincia. Pernik es el principal centro industrial, dedicado a la producción de maquinaria pesada, materiales de construcción y textil.

## Subdivisiones
La provincia está integrada por seis municipios:
- Municipio de Breznik
- Municipio de Kovachevtsi
- Municipio de Pernik
- Municipio de Radomir
- Municipio de Tran
- Municipio de Zemen